# لاك أشواكان (كيبك)
لاك أشواكان (بالإنجليزية: Lac-Achouakan, Quebec)‏ هي unorganized area of Canada تقع في كندا في Lac-Saint-Jean-Est Regional County Municipality. يقدر عدد سكانها بـ 0 نسمة ومساحتها 240.90 كم2 .